# Hydroporus hygrotoides
Hydroporus hygrotoides är en skalbaggsart som beskrevs av Hans Fery 2000. Hydroporus hygrotoides ingår i släktet Hydroporus och familjen dykare. Inga underarter finns listade i Catalogue of Life.